# Raindogs
Raindogs sind eine portugiesische Folk-Rock-Band. Die Band wurde 1996 in Portugal von Pedro Temporão, Roland Popp, Carlos António Santos, Frederico Cunha und Paulo Romão gegründet.
Bekanntheit erreichten sie durch die portugiesische Radiosendung „Indiegente“, für die sie auch die gleichnamige Titelmelodie komponierten.
1998 erschien die erste 7"-Single From Head To Toe. Im Jahr darauf erschienen die Alben Raindogs und From Today; letzteres wurde von Chris Eckman (The Walkabouts) produziert. Nach Erscheinen der Live-CD Memories Of A Portable DAT verließ Roland Popp die Band und kehrte nach Deutschland zurück.
Ein Jahr darauf erschien das Album Life After Vegas mit einem neuen Sänger, Carlos Gonçalves Pereira. 2004 veröffentlichte das deutsche Label Phantasmagoria Records die Best-of CD Alma.
2012 meldeten sich die Raindogs, in Urbesetzung mit Popp, mit einem neuen Titel zurück. Schwalben erschien Ende 2012 auf der Kompilation 15 anos Indiegente.

## Diskografie
- 1998: From Head To Toe (7"-Vinylsingle)
- 1998: Kids Only (EP, SPA)
- 1999: Raindogs (CD, Música Alternativa)
- 1999: From Today (CD, Música Alternativa)
- 2001: Memories Of A Portable DAT (CD, Música Alternativa)
- 2001: Raindogs (Best-of CD, Yedang Entertainment, Korea)
- 2002: Life After Vegas (CD, Música Alternativa)
- 2004: Alma (CD, Phantasmagoria Records)

Kompilationen
- 1998: Santos da Casa (CD, Coimbra, mit From Head To Toe)
- 1999: Alternative World (CD, Independent Records, mit Lovejester)
- 2002: Indiegente (CD, Musica Alternativa, mit Lovejester und Indiegente)
- 2005: Hardcover University (CD, Phantasmagoria Records, mit Dream With Open Eyes)
- 2005: Angel Of Ashes - A Tribute To Scott Walker (CD, Transformadores, mit No Regrets)
- 2012: 15 anos Indiegente (2-CD, Chaosphere Recordings, mit Schwalben)